# Zdzisław Kościelniak
Zdzisław Kościelniak (ur. 19 maja 1934 w Olszówka, zm. 7 września 2006) – polski rzeźbiarz, malarz, artysta ludowy.

## Życiorys
Urodził się 19 maja 1934 roku w Olszówce, jako syn Sebastiana bardzo znanego działacza społecznego, przedwojennego posła, związanego z ruchem chłopskim Wincentego Witosa.
Podstawową edukację ukończył w rodzinnej wsi. Zainteresowanie sztuką wyniósł z domu, swoją pasję rozwinął gdy uczęszczał w latach 1952-1953 do Zespołu Szkół Plastycznych w Zakopanem, gdzie poznał Władysława Hasiora.
Po ślubie osiadł w Rabie Niżnej i tam też zajął się zawodowo rzeźbą.
Początkowo tworzył w nurcie korzenioplastyki. Swoje dzieła sporządzał na zamówienie wielu kolekcjonerów zarówno z Polski, jak i dalekiego świata (USA, Francja). Nieco później zajął się rzeźbą sakralną i tworzył dzieła  na zamówienie różnych parafii. Były to m.in.:
- figury o. Maksymiliana Marii Kolbego i 5-metrowego Chrystusa Ukrzyżowanego dla kościoła w Czechowicach,
- 10 rzeźb .1,5-metrowej wysokości przedstawiające różnych świętych (przekazane do Włoch),
- wystrój kościoła w Glisnem do którego wykonał płaskorzeźbę Ostatnia wieczerza  wraz z wizerunkiem Matki Bożej Częstochowskiej i  4-metrową postacią Chrystus Król[1][1],

Jest autorem największej na świecie rzeźby Chrystusa Frasobliwwgo (2,5 m.), oraz Beskidzkiego zbójnika o przydomku „Siarka”. Obydwie rzeźby znajdują się w Muzeum Górali i Zbójników w Rabce-Zdroju.
Zdzisław Kościelniak był też autorem wielu obrazów przedstawiających góry, lasy, postacie religijne etc.
Zmarł 7 września 2006 r.

## Dzieła

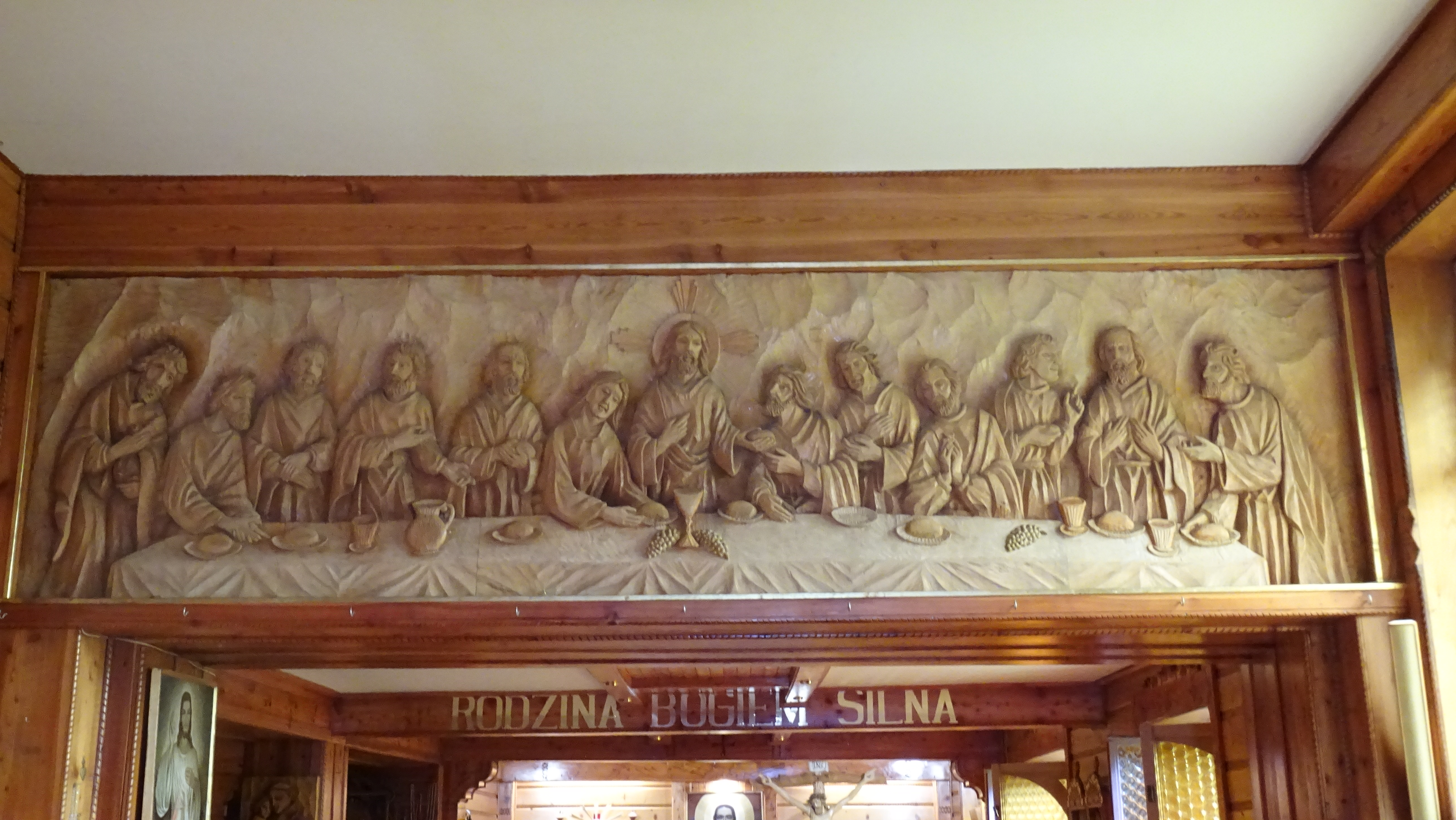
"Ostatnia Wieczerza" znajdująca się w gliśniańskim kościele.
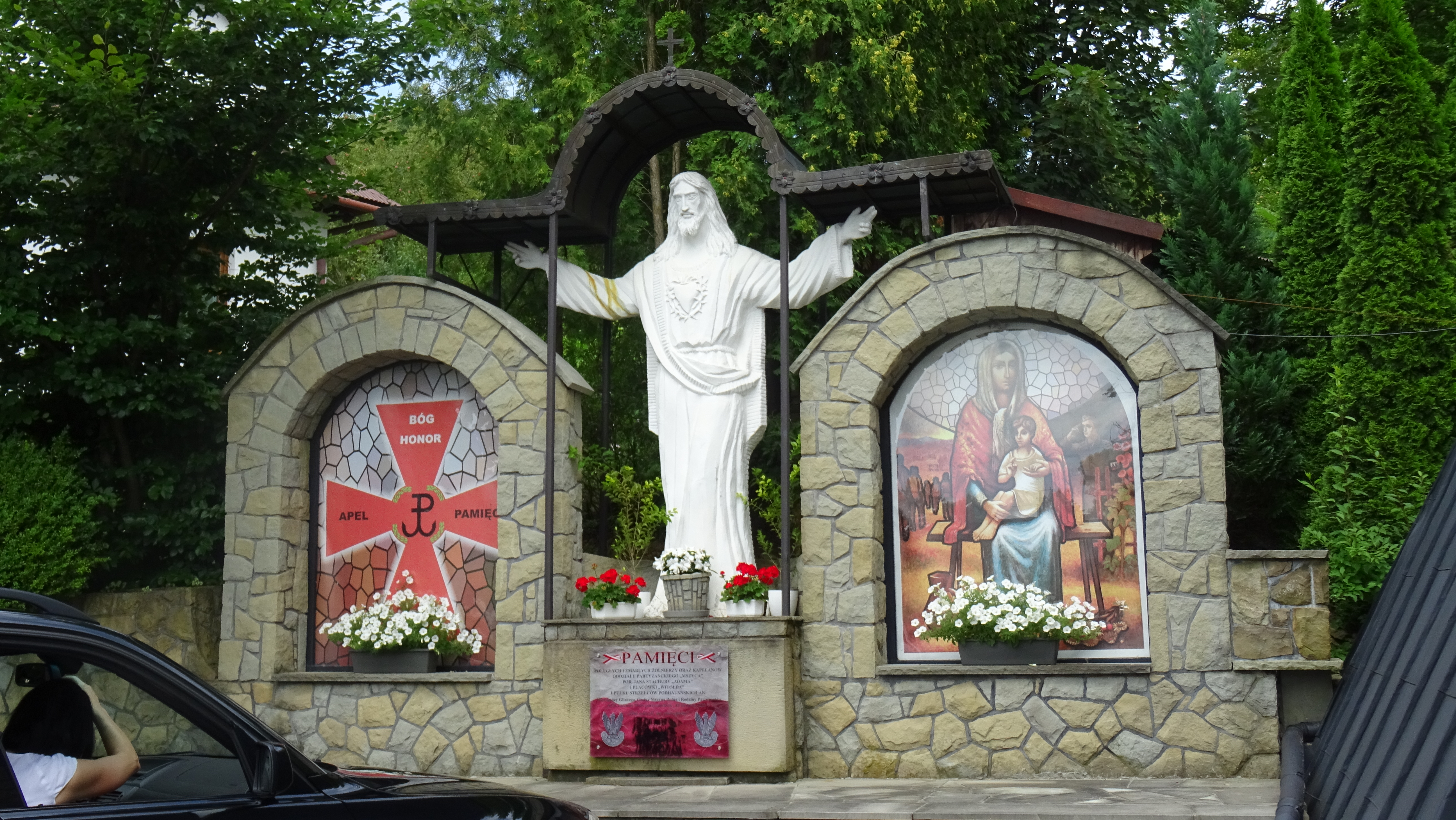
Postać Chrystusa Króla przed kościołem w Glisnem